# Wuchang: Fallen Feathers
Wuchang: Fallen Feathers — компьютерная игра в жанре action/RPG, разработанная студией Leenzee при поддержке 505 Games. Игрок берет на себя роль пиратки Бай Учан, отправляющейся в опасное путешествие по раздираемым войной и страдающим от эпидемий землям Шу во времена поздней династии Мин. Релиз игры состоялся 24 июля 2025 года для Windows, PlayStation 5 и Xbox Series X/S.

## Сюжет
Действие игры разворачивается во времена поздней династии Мин. Главная героиня, пиратка Бан Учан, страдает от амнезии и заражена опасной болезнью, превращающей своих жертв в чудовищ. Она путешествует по Шу, стране чьи земли опустошены из-за войн между враждующими группировками, а население страдает от страшной эпидемии.

## Игровой процесс
Wuchang: Fallen Feathers представляет собой одиночную action/RPG с элементами соулслайка (с видом от третьего лица). Игрок управляет Бай Учан, пираткой владеющей разнообразным оружием. В общей сложности игра будет включать двадцать пять видов вооружения, каждое из которых предлагает уникальный стиль боя, распределенный по пяти типам. Они могут быть использованы как в качестве основного, так и в качестве дополнительного оружия. Помимо этого, Бай Учан может использовать магию — сорок заклинаний, которые можно будет распределить по четырём отдельным ячейкам. Их можно использовать в комбинациях с оружием, но также возможен стиль игры, ориентированный только на заклинания.
Когда главная героиня убивает врага-человека или умирает, её Внутренний Демон усиливается, о чём будет сигнализировать светящаяся метка на затылке. После этого способности протагонистки усиливаются, но она также становится более восприимчива к урону. Если метка активна и после её смерти, то Внутренний Демон становится враждебным к игроку и материализуется на месте, где погибла героиня. Он принимает облик самой Учан, используя её оружие, заклинания и предметы. После этого его нужно победить.
Вместо открытого мира в игре будет несколько больших взаимосвязанных между областей с плавным переходом между ними. В начале игры некоторые из них могут быть заблокированы. Также будут присутствовать алтари, которые действуют как контрольные точки (после поражения персонаж возрождается у последнего посещенного алтаря). В сюжете Wuchang: Fallen Feathers будет вариативность, выбор игрока, например, взаимодействие с другими персонажами, а также обнаружение обрывков дневников определяют ход и окончание истории.

## Разработка
Компания Leenzee впервые продемонстрировала игру во время фестиваля видеоигр High Energy Video Game Festival (高能电玩节), организованного компанией Bilibili, 17 сентября 2021 года. На тот момент она находилась в разработке около полутора лет .
Wuchang: Fallen Feathers разработана на движке Unreal Engine 5. Сюжет и сеттинг игры вдохновлён китайской историей, в нём будут отсылки к царству Шу, Саньсиндуй и Цзиньша, а также к мифическим элементам, таким как Шуван Бенджи (蜀王本纪), Цзинсе (锦瑟) и Шань хай цзин (山海经). По словам разработчиков, их сильно вдохновил успех Black Myth: Wukong, проекта, разрабатываемого параллельно и также основанного на китайском историческом сеттинге.
Релиз игры состоялся 24 июля 2025 года для Windows, PlayStation 5 и Xbox Series X/S. Она стала доступна в первый же день релиза через Xbox Game Pass.

## Отзывы
| Сводный рейтинг       | Сводный рейтинг                        |
| Агрегатор             | Оценка                                 |
| --------------------- | -------------------------------------- |
| Metacritic            | 76/100 (PC) 74/100 (PS5) 82/100 (XBXS) |
| OpenCritic            | 76/100 (70 %)                          |
| «Критиканство»        | 77/100                                 |
| Иноязычные издания    |                                        |
| Издание               | Оценка                                 |
| 4Players              | 8/10                                   |
| Destructoid           | 7,5/10                                 |
| Edge                  | 6/10                                   |
| Eurogamer             | [ 27 ]                                 |
| Gameblog              | 8/10                                   |
| Game Informer         | 7,75/10                                |
| GameSpot              | 8/10                                   |
| GamesRadar+           | [ 31 ]                                 |
| GameStar              | 87/100                                 |
| Hardcore Gamer        | 3,5/5                                  |
| IGN                   | 8/10                                   |
| Jeuxvideo.com         | 16/20                                  |
| NME                   | [ 36 ]                                 |
| PCGamesN              | 8/10                                   |
| PC Gamer (US)         | 49/100                                 |
| Push Square           | [ 39 ]                                 |
| RPGamer               | 3,5/5                                  |
| Shacknews             | 8/10                                   |
| The Games Machine     | 8/10                                   |
| WorthPlaying          | 8/10                                   |
| Русскоязычные издания |                                        |
| Издание               | Оценка                                 |
| GameMAG.ru            | 8/10                                   |
| GoHa.Ru               | «Хорошо»                               |
| StopGame.ru           | «Похвально»                            |
| «Игромания»           | 7/10                                   |

Согласно агрегатору рецензий Metacritic, Wuchang: Fallen Feathers получила в «основном положительные» отзывы от критиков на платформах PC и Xbox Series X/S. Версия для PlayStation 5 получила «смешанные или средние» отзывы. По данным OpenCritic, 70 % рецензентов рекомендовали игру, средняя оценка от ведущих критиков составила 76 баллов из 100.
После выхода игру подвергли ревью-бомбингу, в результате чего она получила «крайне отрицательные» отзывы на платформе Steam. Причинами критики стали технические проблемы, включая плохую оптимизацию, а также снижение цены на игру вскоре после релиза. В ответ на негативную реакцию разработчики и издатель опубликовали официальные извинения, выпустили патч с исправлениями и предоставили владельцам игры цифровую версию саундтрека в качестве компенсации. Дополнительную волну критики вызвало обновление 1.5. В нём некоторые персонажи, включая боссов, основанных на исторических личностях, стали бессмертными и не исчезали после поражения, а солдаты династии Мин больше не нападали на игрока. Эти изменения связывали с реакцией части китайских националистов, недовольных тем, что по сюжету главная героиня сражается против династии Мин. После выхода обновления появился пользовательский мод, позволявший откатить игру к версии 1.4 и тем самым сохранить оригинальный контент без цензуры.